# Wet dualisering provinciebestuur
De Wet dualisering provinciebestuur is een Nederlandse wet, die werd ingevoerd op 12 maart 2003. Sinds de invoering van deze wet zijn de rollen, taken en posities van Provinciale Staten en het college van Gedeputeerde Staten gescheiden. De wet werd voorbereid door een commissie onder leiding van staatsrechtgeleerde Douwe Jan Elzinga. Diezelfde commissie bereidde de Wet dualisering gemeentebestuur voor, die een jaar eerder werd ingevoerd. Doel van beide wetten was het dualisme op lokaal bestuursniveau te vergroten.

## Bestuur en controle gescheiden
Sinds de invoering van de Wet dualisering provinciebestuur is de positie van provinciale staten (PS) vergelijkbaar met die van de Tweede Kamer (het parlement) op landelijk niveau, de positie van gedeputeerde staten (GS) is vergelijkbaar met die van het kabinet. Doel van de Wet dualisering provinciebestuur was het scheiden van bestuurlijke- en controlerende taken. Sinds maart 2003 worden de bestuurlijke kaders gesteld door PS, de bestuurlijke bevoegdheden en de uitvoering zijn in handen van GS, de controle op het bestuur wordt weer uitgeoefend door PS. Voordat het dualisme zijn intrede deed, waren PS en GS nauw met elkaar verweven. PS kon gezien worden als het algemeen bestuur van de provincie, GS als het dagelijks bestuur. Doordat beide organen nauw met elkaar verweven waren, liet de controle op het bestuur te wensen over. De Wet dualisering provinciebestuur moest de positie van provinciale staten versterken en de controle steviger maken. Tot maart 2003 waren gedeputeerden tevens lid van Provinciale Staten, dat is sindsdien niet meer mogelijk. De commissaris van de koningin (het hoofd van de provincie) is wel voorzitter van zowel GS als PS gebleven. 
Dualisme op landelijk niveau kennen we sinds 1815, op gemeentelijk- en provinciaal niveau bestond het dualisme alleen in het feit dat de burgemeester respectievelijk de commissaris van de Koningin van buiten benoemd waren. De Wet dualisering gemeentebestuur dateert uit 2002, een jaar later volgden de provincies, de doelstellingen die golden bij de dualisering van de gemeentebesturen, zijn voor de provincies nagenoeg gelijk: scheiding van bestuur en controle.

### Belangrijkste punten uit de Wet dualisering provinciebestuur
- Scheiding lidmaatschap provinciale staten en gedeputeerde staten

Gedeputeerden kunnen niet tegelijkertijd lid van gedeputeerde staten en provinciale staten zijn. 
- Concentratie bestuursbevoegdheden bij gedeputeerde staten

De bestuursbevoegdheden uit de Provinciewet zijn overgeheveld naar gedeputeerde staten, het gaat dan bijvoorbeeld om de bevoegdheid om ambtenaren te benoemen en de bevoegdheid om overeenkomsten aan te gaan. Provinciale staten werd op die manier ontlast van vaak gedetailleerde besluitvorming, hierdoor moest er meer tijd vrijkomen voor contacten met de kiezers, het vaststellen van de grote lijnen van het provinciaal bestuur en de controle hierop. 
- Eigen ondersteuning voor provinciale staten

Provinciale staten kregen een eigen griffier, de Statengriffier. Ook hebben individuele Statenleden vanaf 2003 recht op ambtelijke ondersteuning en hebben fracties in de PS recht op fractieondersteuning. 
- Provinciale enquête

Provinciale Staten kan vanaf 2003 onderzoek doen naar het door Gedeputeerde Staten gevoerde bestuur, GS is verplicht om aan zo'n onderzoek (enquête) mee te werken. De provinciale enquête is vergelijkbaar met de parlementaire enquête op landelijk niveau en de raadsenquête op gemeentelijk niveau. Tot nu toe (2009) heeft nog geen enkele provincie gebruikgemaakt van dit recht.
- Provinciale rekenkamer

De provincies moeten vanaf 2003 een onafhankelijke provinciale rekenkamer instellen. De provinciale rekenkamer heeft het recht om alle provinciale documenten op te vragen en te onderzoeken en is in die zin vergelijkbaar met de landelijke Algemene Rekenkamer. 
- Bestuursbevoegdheden bij gedeputeerde staten

Provinciale Staten kreeg met de Wet dualisering provinciebestuur kaderstellende- en controlerende taken. De in de Provinciewet opgenomen bestuursbevoegdheden werden bij Gedeputeerde Staten geconcentreerd.